# 矢落川
矢落川（やおちがわ）は、愛媛県伊予市、喜多郡内子町と大洲市を流れる肱川水系の河川。肱川本流に合流する一級河川である。

## 地理
伊予市双海町と大洲市の境にある壺神山を水源として北にその後東に流れる。大洲市に入り、南に流れる。柳沢地区を流れ、一部左岸が内子町論田地区となるが、その後も大洲市を流れる。大洲盆地に出ると、西に流れる。松山自動車道大洲IC付近で北に流れを変える。JR予讃線五郎駅西側で肱川と合流する。
源流は海からわずか直線4kmあまり。北、東、南、西、北、肱川合流後は北西と渦巻状に流れる。
上流部の田処地区から新谷地区にかけてはゲンジボタルの生息地として有名である。

## 流域の自治体
愛媛県
伊予市、大洲市、喜多郡内子町

## 主な支流
- 東川
- 赤田川
- 谷野川
- 都谷川